# EM i ishockey 1914
EM i ishockey 1914 var det femte europamesterskab i ishockey, arrangeret af IIHF. Mesterskabet blev afholdt i Tyskland for tredje gang, kampene blev spillet i Berlin fra 25. til 27. februar. 
Tre hold deltog og der blev spillet en enkeltserie, hvor alle holdene mødtes en gang.

## Resultat
| Dato        | Kamp               | Resultat |
| ----------- | ------------------ | -------- |
| 25. februar | Bøhmen – Belgien   | 9 – 1    |
| 26. februar | Tyskland – Belgien | 4 – 1    |
| 27. februar | Tyskland – Bøhmen  | 0 – 2    |

## Tabel
| Plads | Hold     | Kampe | Sejre | Uafgj. | Tabte | Mål    | Points |
| ----- | -------- | ----- | ----- | ------ | ----- | ------ | ------ |
| 1     | Bøhmen   | 2     | 2     | 0      | 0     | 11 – 1 | 4      |
| 2     | Tyskland | 2     | 1     | 0      | 1     | 4 – 3  | 2      |
| 3     | Belgien  | 2     | 0     | 0      | 2     | 2 – 13 | 0      |